# Xacobeo Galicia

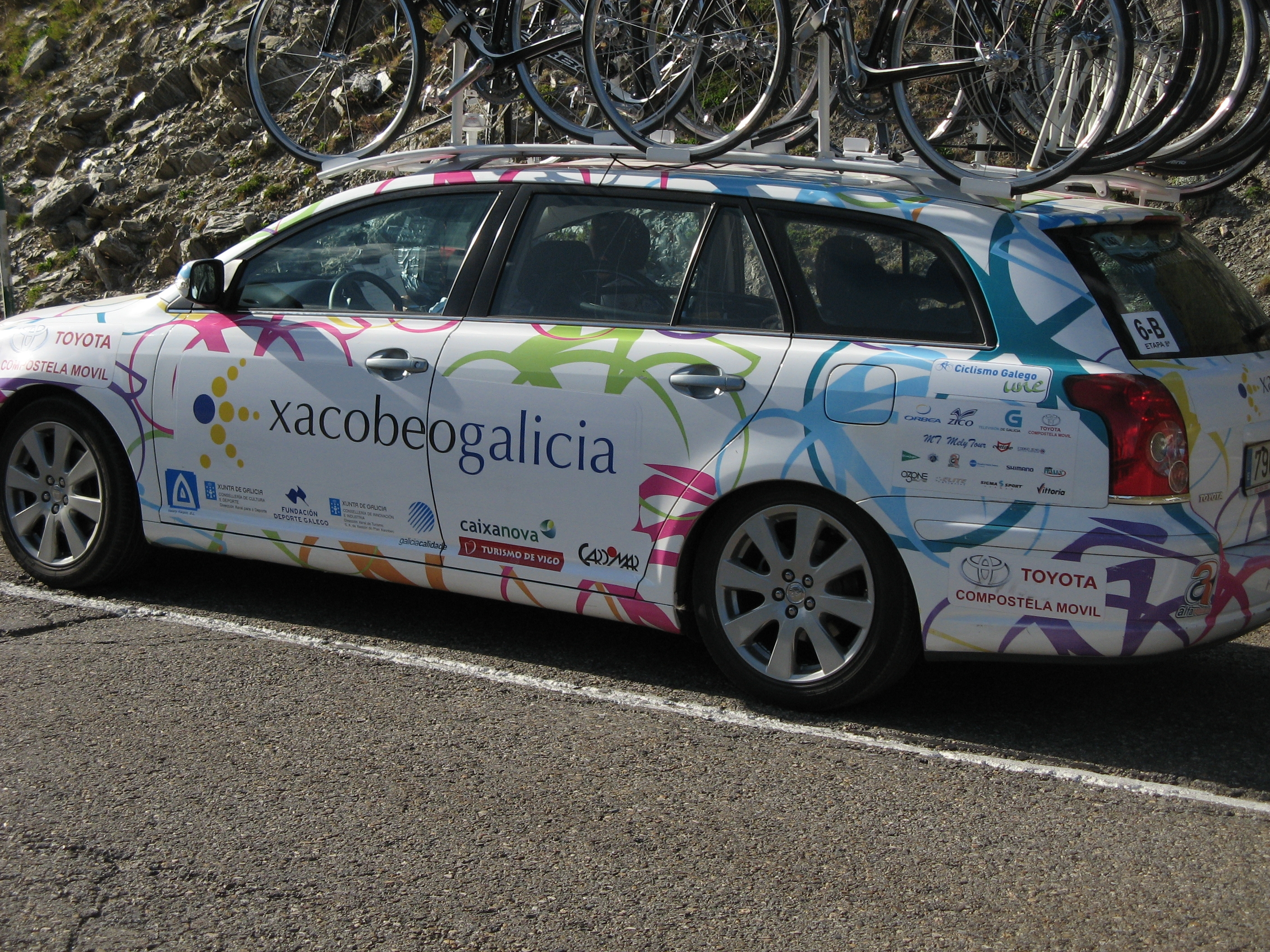
Carro de apoio da Xacobeo-Galicia

A Xacobeo Galicia (Código UCI: XAC) foi uma equipa profissional de ciclismo de estrada da Espanha, que participava em provas do UCI Europe Tour e algumas vezes foi seleccionada como wildcard para provas do UCI ProTour. A equipa existiu entre 2007 e 2010. A equipa chamou-se, na época de 2007, Karpin-Galicia, quando quatro das nove equipas de ciclismo profissional espanholas abandonaram o desporto. A Xacobeo-Galicia era gerida por Rodrigo Rodriguez, com os directores desportivos Álvaro Pino, Jesús Blanco Villar e José Angel Vidal.
A equipa recebeu convites wildcard para as edições da Vuelta a España de 2007 e de 2008.
A Xacobeo Galicia tem um website em dois idiomas Espanhol e Galego. A 26 de Agosto de 2008, com a aquisição de um novo patrocinador, a equipa mudou de nome de Karpin-Galicia para Xacobeo-Galicia.

## Ciclistas
Em Julho de 2010
- Carlos Castaño
- Gustavo César
- Gustavo Domínguez
- Jose Antonio de Segovia
- Delio Fernández
- Alberto Fernández
- David García
- Marcos García
- Rodrigo García
- Vladimir Isaichev
- Serafín Martínez
- Ezequiel Mosquera
- Nelson Oliveira
- Francisco José Pacheco
- Gonzalo Rabuñal
- Gustavo Rodríguez